# Chalifert
Chalifert település Franciaországban, Seine-et-Marne megyében. Lakosainak száma 1581 fő (2022. január 1.). Chalifert Jablines, Chessy, Coupvray, Dampmart és Lesches községekkel határos.

## Népesség
A település népességének változása:
| Lakosok száma | 1280 | 1270 | 1278 | 1266 | 1281 | 1288 | 1384 | 1482 | 1581 |
|               | 2013 | 2015 | 2016 | 2017 | 2018 | 2019 | 2020 | 2021 | 2022 |